# Asztácium-monojodid
Az asztácium-monojodid egy interhalogén vegyület, képlete AtI. Ez a legnehezebb ismert interhalogén vegyület (kivéve talán a jód-pentabromidot, IBr5, amelynek létezése vitatott.)
Az asztácium-monojodidot jód és asztácium egyesítésével állítják elő:
At2 + I2 → 2 AtI

## Fordítás
Ez a szócikk részben vagy egészben  az   Astatine monoiodide című angol Wikipédia-szócikk ezen változatának fordításán alapul.  Az eredeti cikk szerkesztőit annak laptörténete sorolja fel. Ez a jelzés csupán a megfogalmazás eredetét és a szerzői jogokat jelzi, nem szolgál a cikkben szereplő információk forrásmegjelöléseként.